# Dina Mollinger-Hooyer
Dina Mollinger-Hooyer (Schellinkhout, 6 december 1871 – Arnhem, 14 mei 1940, pseudoniem Ellen) was een Nederlands schrijfster. Ze werd geboren als Dina Cornelia Hooijer als dochter van Jan Hendrik Hooijer, een predikant, en Adriana van Rossem. Zij huwde op 23 april 1896 te Arnhem met Frédéric Mollinger. Hij was een broer van de actrice en docent Ida Mollinger. Het echtpaar kreeg een dochter Jenny (1897-1958), die zangeres en dichteres werd. In 1931, ter gelegenheid van haar zestigste verjaardag, schreef Jo van Ammers-Küller dat "welhaast in elke Hollandsche boekenkast [...] een werkje van Ellen [staat], nog geen twee honderd bladzijden groot: "Een vriendschap"." Op 14 mei 1940 overleed ze te Arnhem.